# Kailash Satyarthi
Kailash Satyarthi (tiếng Hindi: कैलाश सत्यार्थी) (sinh ngày 11 tháng 1 năm 1954) là một nhà hoạt động vì quyền của trẻ em người Ấn Độ, giành giải Nobel Hòa bình năm 2014. Ông hoạt động trong phong trào chống lại lao động trẻ em ở Ấn Độ từ thập niên 1990. Cho đến nay, tổ chức của ông, Bachpan Bachao Andolan, đã giải phóng hơn 80.000 trẻ em khỏi các hình thức nô lệ và giúp đỡ các em tái hội nhập thành công, phục hồi chức năng và giáo dục thành công.
Ông được trao giải Nobel Hòa bình năm 2014, cùng với Malala Yousafzai, "cho cuộc đấu tranh của họ chống lại sự đàn áp trẻ em và thanh thiếu niên và quyền của tất cả trẻ em được học hành".